# Cudka
Cudka (XIV wiek) – kasztelanka sieciechowska. 
Była córką Pełki, kasztelana sieciechowskiego i sądeckiego (1340-1350) oraz chorążego krakowskiego (1355), i Małgorzaty. Rodzice zapisali córce Tarnowiec wraz z przyległymi terenami, co potwierdził król Kazimierz III Wielki 31 maja 1339.  
W 1339 została żoną Niemierzy z Gołczy h. Mądrostki, dworzanina królewskiego Kazimierza i posła (w 1341) do Awinionu. Małżonkowie mieli czworo dzieci:
- Niemierzę – utożsamianego z Niemierzą, nieślubnym synem Kazimierza Wielkiego,
- Pełkę – utożsamianego z Pełką, drugim nieślubnym synem Kazimierza,
- Elżbietę – żonę Wojciecha Czeleja,
- Pachnę – żonę Paszka Trestki z Gedczyc[2].

W 1895 Oswald Balzer, m.in. na podstawie podobieństwa imion dzieci i faktu otrzymania przez wdowę po Niemierzy od króla dużej sumy 107 grzywien, zasugerował, iż Cudka była matką nieślubnych synów Kazimierza Wielkiego (wcześniej powszechnie utrzymywano za Długoszem, iż ich matką była Esterka). Pogląd ten został zakwestionowany w 1897 przez Stosława Łagunę.